# آب‌زور
آب‌زور (Ab-Zohr) فدیه و نیازی بوده که در مراسم دینی به کار می‌برده‌اند. در مراسم دینی چند قرص نان درون، یک پیاله آب، فشردهٔ هوم و شاخه‌ای رز (که بعداً به فشردهٔ انگور مبدل شد) و چیزهای دیگر بوده است که پیشوایان بر آن دعا می‌خوانده‌اند. این آب در اوستا موسوم است به زَئوتر که امروزه زَور گویند و یعنی نذر و نیاز مایع. این مراسم از زمان مهر به جای مانده که بعداً به شکل دیگری در آئین مسیح — به منزلهٔ آب مقدس مسیحیان — وارد شده است. زور در یسنا آبزور و در پهلوی آپزهر شده است.
ابراهیم پورداوود نوشته است، «زور»، هوم و برسم از ویژگی‌های مزدیسنا و درمراسم دینی، عمده اسباب ستایش است. چنانچه در هنگام آماده‌کردن «آب‌زور» و فشردن گیاه هوم و بستن و گشودن شاخه‌های «برسم»، جز اوستا‌خوانی و ستایش خداوند هدف و خواسته دیگری در میان نیست. همین رسوم آداب، با ابراز و آلات ویژه در مندرجات برهمین ها و کنیسه یهودیان و کلیسای عیسویان هم دیده می‌شود.